# حسن عويتي
حسن عويتي ممثل فلسطيني سوري، ولد في عكا في فلسطين عام 1942. تخرج بدبلوم في الإخراج المسرحي من المعهد العالي للفنون المسرحية بلغاريا وانضم إلى نقابة الفنانين في دمشق عام 1971، ويقيم في دمشق.

## المسـرح
- ازبطوا الساعات[1]
- أمواج الأعماق
- ليلة القتل
- في انتظار اليسار
- الزيارة
- العميان
- شجرة ليرا

## السـينما
- المتبقي
- العشاق

## التلفزيون
- وراء الأفق[1]
- هومي هون
- العاشق
- أوراق الخريف
- الخلود
- أنا وأبنائي
- الستائر
- عز الدين القسام
- اختفاء رجل
- جريمة في الذاكرة
- يوميات مدير عام
- هوى بحري
- سفر
- دنيا
- حكايا المرايا
- ليل المسافرين
- ملوك الطوائف في دور أبو الفتوح الجرجاني
- بطل من هذا الزمان
- التغريبة الفلسطينية[1]
- أنشودة المطر
- ربيع قرطبة في دور جعفر المصحفي
- قاع المدينة
- صلاح الدين الأيوبي في دور شاور السعدي
- صقر قريش في دور أبو شجاع
- على طول الأيام
- صراع على الرمال
- أحلام كبيرة
- النصابون
- أهل الراية
- رسائل الحب والحرب
- وراء الشمس
- أسعد الوراق (2010)
- بقعة ضوء 1
- بقعة ضوء 2
- بقعة ضوء 3
- إنت عمري
- مشاريع صغيرة
- عندما تشيخ الذئاب
- زوج الست
- على حافة الهاوية
- بستان الشرق
- عرسان آخر زمن

## روابط خارجية
- حسن عويتي على موقع السينما كوم